# ویششی برود
ویششی برود (به لاتین: Vyšší Brod) یک منطقهٔ مسکونی در جمهوری چک است که در شهرستان چسکی کروملوف واقع شده‌است.